# Futbol'nyj Klub Kaluga
Il Futbol'nyj Klub Kaluga, meglio noto come Kaluga, è una società calcistica russa con sede nella città di Kaluga. Milita nella PPF Ligi, la terza divisione del campionato russo.